# Vágner Lajos
Vágner Lajos, Wágner (Tiszabogdány, 1815. február 10. – Huszt, 1888. június 9.) botanikus, a máramarosi flóra első leírója.

## Életútja
Vágner Lajos a Máramaros vármegye Rahói járásához tartozó Tiszabogdányban született 1815. február 10-én. Édesapja Vágner Johannes (János) nemes (nobilis) volt, aki kezdetben erdőmesterként (silvarum magister), majd erdészként (silvarum indagator) dolgozott. Édesanyja Schöffer Josepha (1778) volt, öt gyermekük született, akik közül Lajos volt az elsőszülött. A család nem sokkal Lajos fiuk születése után, valamikor 1817–1819 között Dombóra költözött, ahol a család Lajos fiuk 30-as évei elejéig élt. Itt született két fiútestvére József és János, valamint Barbara és Anna nevű lánytestvérei is. Édesapjuk jó képzést akart adni gyermekeinek, ezért a fiúkat tanulni küldte. 1824-ben már a máramarosi római katolikus gimnázium diákja volt, amelynek tanrendjében már a földrajz és természetrajz tantárgyak is szerepeltek. Itt járta ki az első négy osztályt, az algimnázium befejezése után tanulmányait a humán osztályokban folytatta, amelyeket 17 éves korában be is fejezett. Az ifjú növények iránti érdeklődése valószínűleg a máramarosi gimnáziumban töltött évei alatt kezdődött. Mivel Máramarosszigeten akkoriban még nem voltak magasabb bölcseleti osztályok, tanulmányait a Kassai Gimnáziumban folytatta, és fejezte be 20 éves korában. Kassáról visszatérve 1835-ben a Máramarosszigeti Királyi Bánya és Jószágigazgatóságnál először mint sószállító biztos, majd mint gazdasági vezető (kulcsár) dolgozott. Szülei is hamarosan Dombóról Máramarosszigetre költöztek.
1848. január 15-én megnősült, azonban felesége szeptemberben szülés közben meghalt. Nemsokára másodszor is megházasodott, az Újlakon élő Braun Karolinát vette nőül. Házasságukból három gyermek: Emília Mária, Lajos Jakab és József Károly született, akik közül a kislány vélhetően még gyermekkorában meghalt. 1855-ben előléptették, és családjával Husztra költöztek, ahol az Erdészeti Királyi Gazdaság ellenőreként és pénztárnokaként dolgozott. 1870-ben azonban az Erdészeti Királyi Gazdaság megszüntette tevékenységét a városban, ezért Vágner Lajost áthelyezték a Rahói Erdészeti Igazgatóságra, ahol egészen nyugalomba vonulásáig dolgozott. Később családjával visszaköltöztek Husztra, ahol nyugdíjas éveiben folytathatta szeretett tevékenységét, a régió növénytani vizsgálatát.
1888. június 9-én, 74 éves korában hunyt el Huszton, itt is temették el.

## Utóélete
Vágner Lajos halála után özvegye visszaköltözött Máramarosszigetre, a Sajtó utca 12.-be. A különös esztétikai érzékkel összeállított Wagner-herbárium jelentős része Budapestre került (Filarszky, 1902). A férje munkáját évtizedekig támogató Vágner (szül. Braun) Karolin 1894. szeptember 8-án hunyt el, a máramarosszigeti temetőben temették el.
Wagner (Vágner) Lajos botanikai munkásságának méltatásáról utólag több munkában is találhatók adatok (Filarszky, 1942; Gombócz, 1936; Coman, 1946; Moldovan ~ Karácsonyi 1967).
Emlékét az utókornak a máramarosi növényvilág egyik csodája, a róla elnevezett Vágner-varjúköröm (Phyteuma vagneri, A.Kern.) hirdeti.
A máramarosi táj szülöttei közül, időrendi sorrendben ő volt az első botanikus, aki alapos florisztikai kutatásai nyomán ismertté tette e vidék növényvilágát.